# Chromis viridis
A Chromis viridis a sugarasúszójú halak (Actinopterygii) osztályának sügéralakúak (Perciformes) rendjébe, ezen belül a korállszirtihal-félék (Pomacentridae) családjába tartozó faj.

## Előfordulása
A Chromis viridis előfordulási területe az Indiai- és a Csendes-óceánok. Ez a halfaj, Kelet-Afrika partjaitól keletre, a Kiribatihoz tartozó Line-szigetekig, a Nagy-korallzátonyig, Tuamotu-szigetekig és Új-Kaledóniáig, valamint északra a Rjúkjú-szigetekig található meg.

## Megjelenése
Ez a korállszirtihal elérheti a 10 centiméteres hosszúságot is, de már 5,8 centiméteresen felnőttnek számít. A hátúszóján 12 tüske és 9-11 sugár van, míg a farok alatti úszóján 2 tüske és 9-11 sugár látható. Zöldesen vagy zöldes-sárgásan fénylő pikkelyek borítják.

## Életmódja
Trópusi és szubtrópusi tengeri hal, amely a korallszirtek peremén és a homokos tengerpartok mentén él. 1-20 méteres mélységek között tartózkodik. A felnőtt példányok nagy rajokban élnek, általában az Acropora nembéli korallok fölött vagy a lagúnákban; a fiatalok a korallok ágai között rejtőzködnek, és általában magányosak. Fitoplanktonnal táplálkozik.

## Szaporodása
Az ívási időszakban a hím fészket készít a törmelékbe vagy a homokba, ebbe több nőstény is lerakhatja a ragadós ikráit. A kikeléshez 2-3 nap kell, hogy elteljen. A hím őrködik a fészek fölött és farokúszójával mozgatja a vizet, de megeszi azokat az ikrákat, amelyek nem kelnek ki.

## Felhasználása
Az akváriumok számára ipari mértékben halásszák.

## Képek

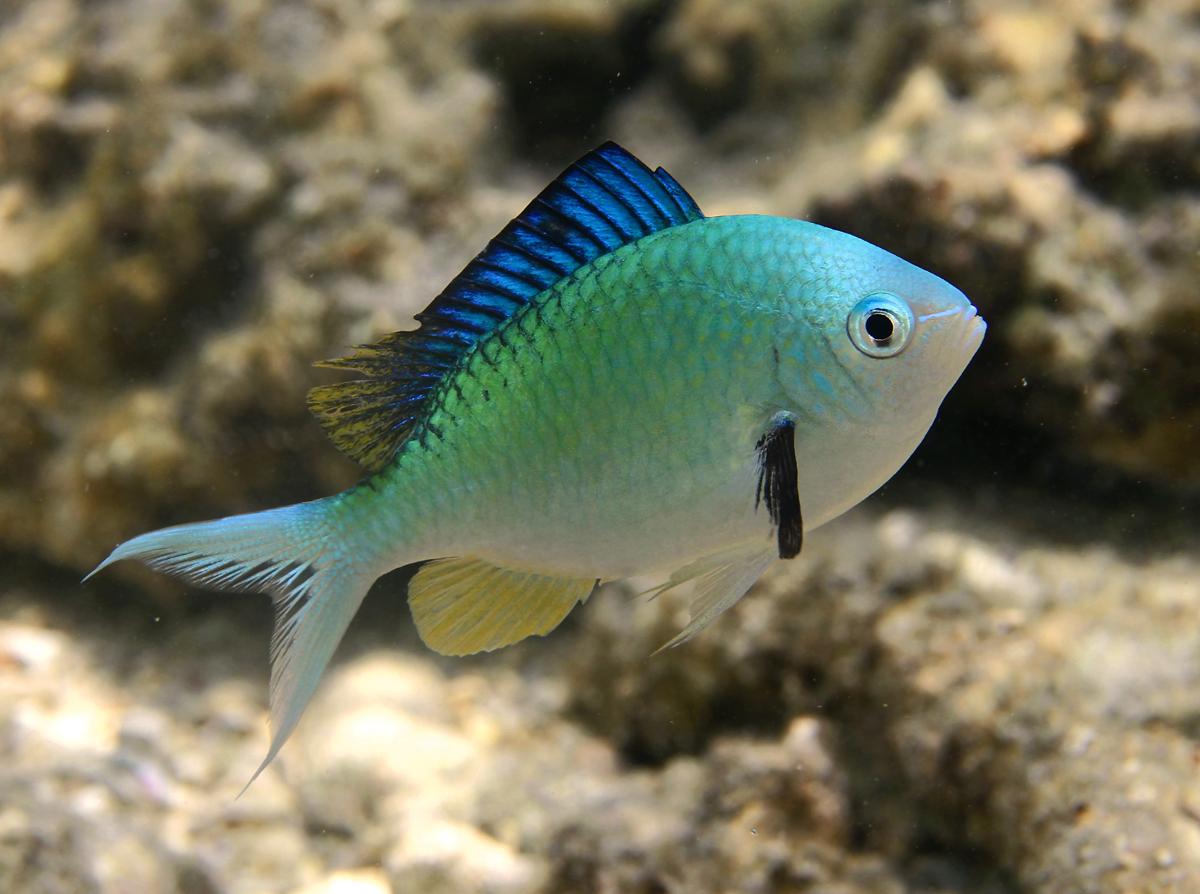
Hím ívó színekben
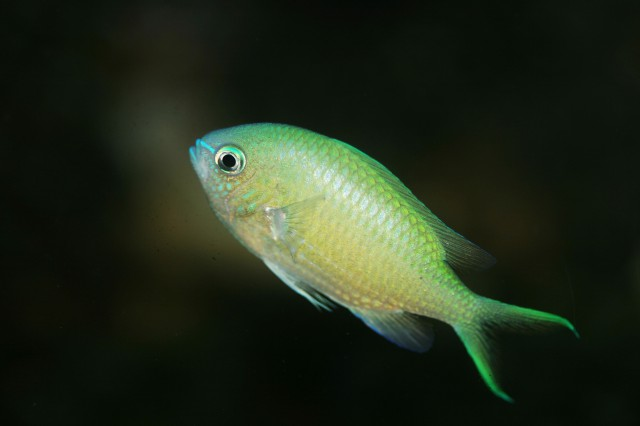
Egymagában
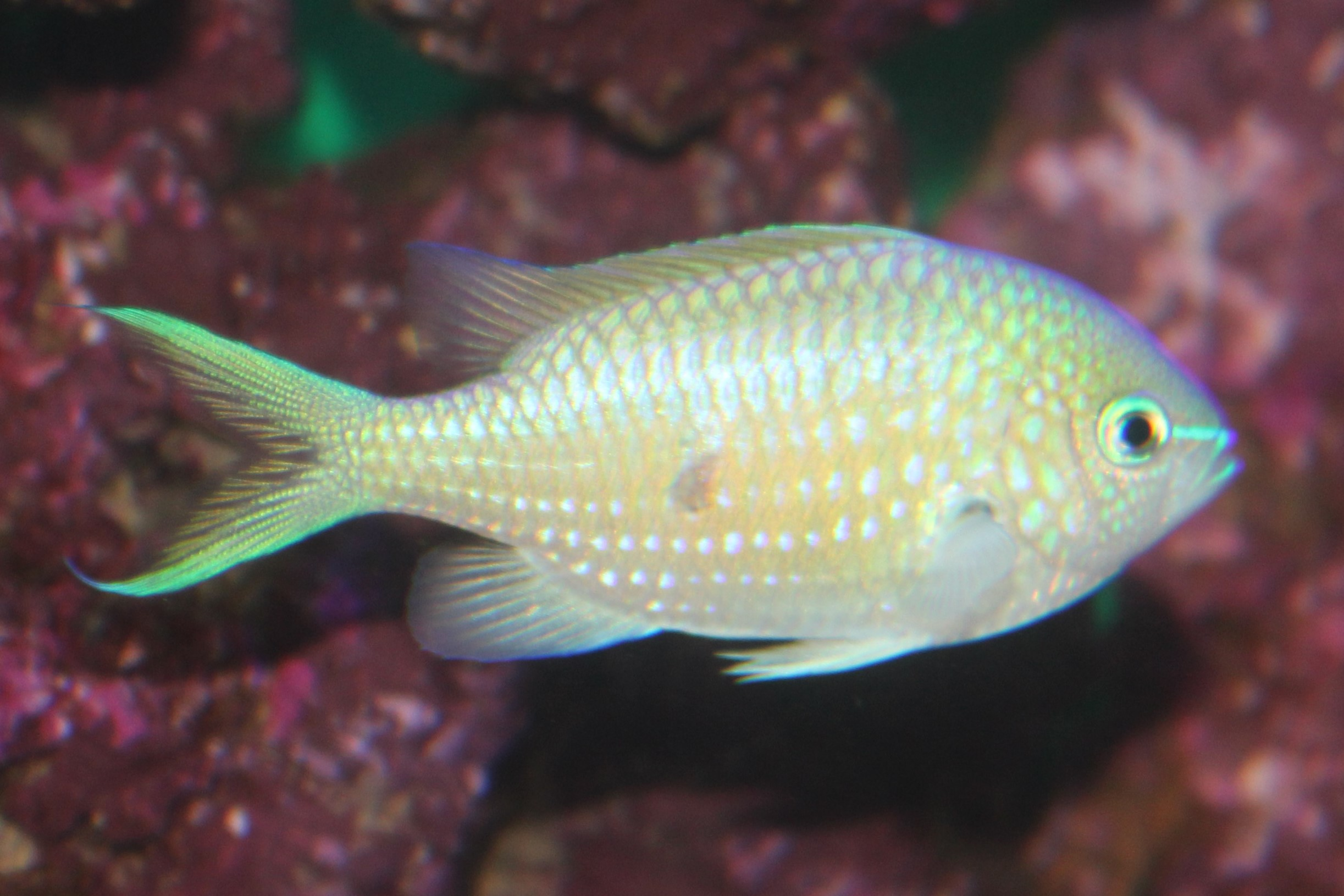
és
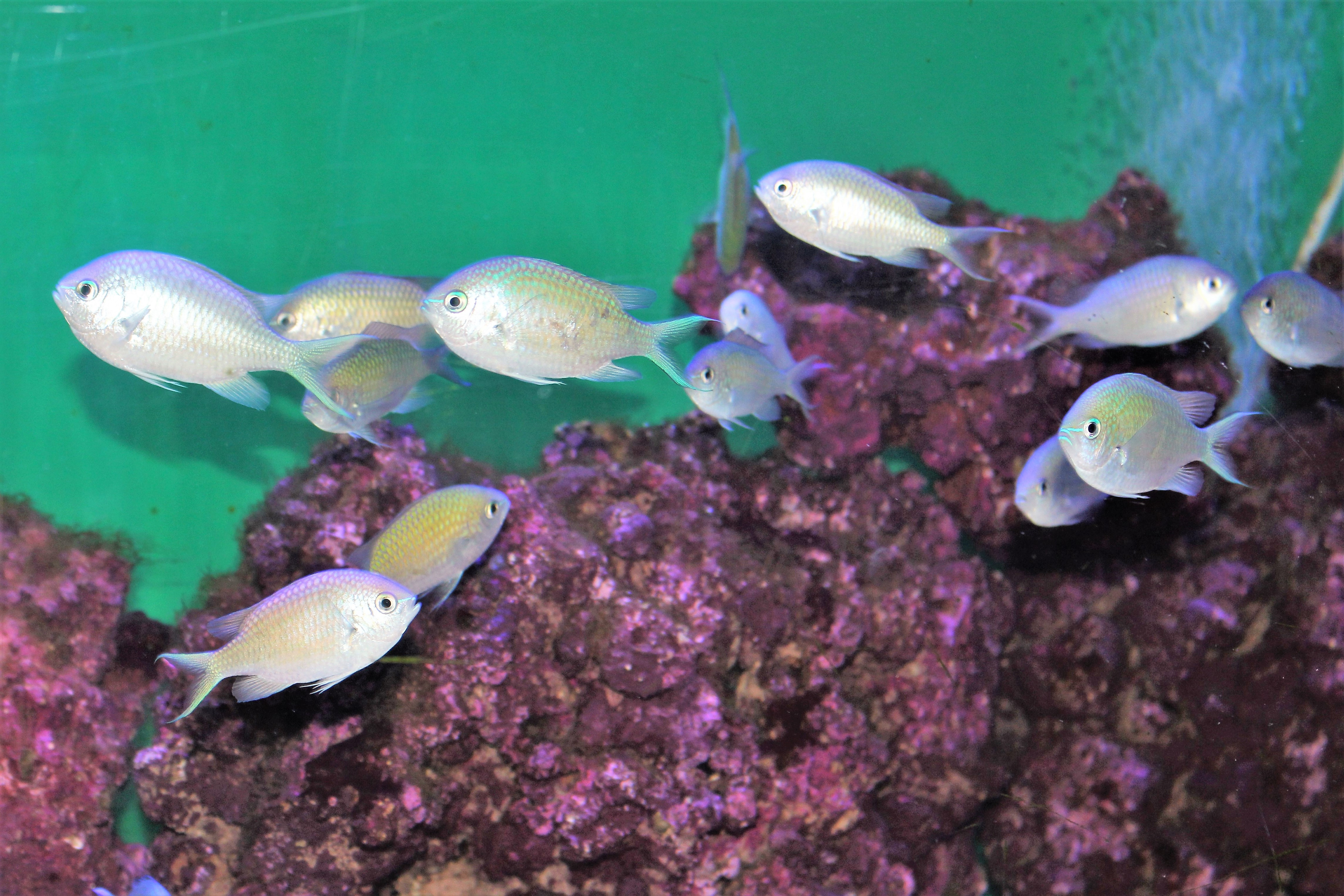
rajban
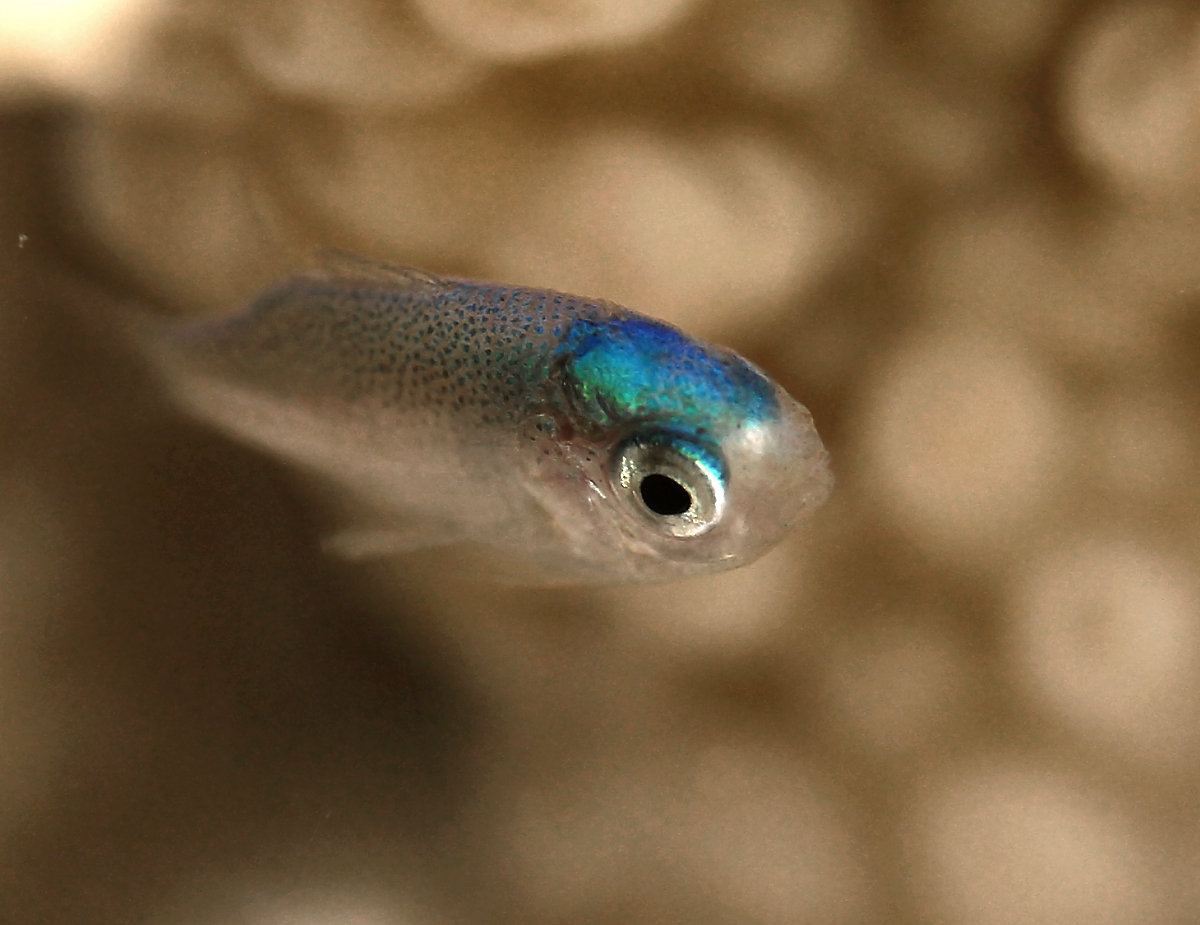
Az ivadék